# تاداشی آسایی
تاداشی آسایی (انگلیسی: Tadashi Asai; ۲۸ نوامبر ۱۹۳۵ – ۶ ژانویهٔ ۱۹۹۰) کشتی‌گیر اهل ژاپن بود.